# 세실리아 파커

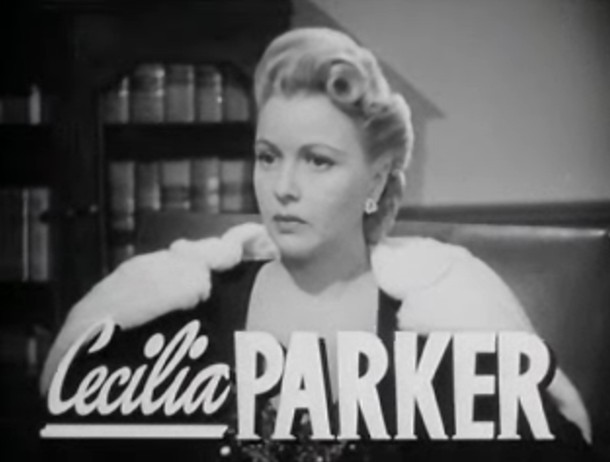

세실리아 파커(Cecilia Parker, 1914년 4월 26일 ~ 1993년 7월 25일)는 캐나다의 배우이다.
로스앤젤레스에서 사망하였다. 사인은 질병이다. 포리스트 론 메모리얼 파크에 매장되었다.

## 영화
- 세븐 스윗하트 (1942년)
- 황무지 (1935년)
- 히어 이즈 마이 하트 (1934년)
- 프랑켄슈타인 (1931년)
- 어 레이디스 모랄스 (1930년)
- 킹 오브 재즈 (1930년)